# Sjoerd Prummel
Sjoerd Prummel (Groningen, 5 april 1895 - aldaar, 14 mei 1972) was een Groningse voetbalbestuurder en zakenman.
Prummel speelde voetbal bij het Groningse GVV. Nadat hij eind jaren twintig zijn actieve voetbalcarrière had beëindigd, begon zijn bestuurlijke loopbaan. Nadat GVV en Royal in 1933 fuseerden tot GRC, was hij daarvan de eerste voorzitter. Hij leidde GRC in de jaren 1937-1941 naar veel kampioenschappen in de tweede klasse. Hij drukte met zijn beleid een belangrijk stempel op GRC, dat in die jaren veel furore in Groningen en omstreken maakte. Vanaf het begin van de jaren dertig is hij tot zijn dood in velerlei functies betrokken geweest bij het Groningse voetbal in het algemeen, en zijn 'eigen' club GRC in het bijzonder. Hij was gedurende lange tijd bestuursvoorzitter van GRC. Na zijn terugtreden begin jaren zestig werd hem, bij wijze van dank voor bewezen diensten, het erevoorzitterschap aangeboden. Hij heeft een tijdlang deel uitgemaakt van het bestuur van de Afdeling Groningen van de KNVB, waarvoor hem na afloop het lidmaatschap van verdienste werd uitgereikt. Ook was hij bestuurslid van de Vereniging van Noordelijke Tweede, Derde en Vierde Klassers. Prummel was de vader van Geert Prummel, eveneens bekend in Groningse voetbalkringen.
Hij was leder- en confectiefabrikant, later grossier in fietsen, in Groningen.